# Dianne Kay
Dianne Kay (Phoenix, 29 marzo 1954) è un'attrice statunitense.
È principalmente nota per il ruolo di Nancy Bradford, nel telefilm La famiglia Bradford (1977-1981).

## Biografia
Il suo esordio come attrice cinematografica, accompagnato da quello televisivo con la serie che le ha portato notorietà, è in un ruolo di primo piano nel film del 1979, diretto da Steven Spielberg, 1941: Allarme a Hollywood (1941).
L'ultima apparizione quale attrice risale al 1999.

## Filmografia
- La famiglia Bradford (Eight Is Enough) - serie TV, 111 episodi (1977-1981)
- Glitter - serie TV, 13 episodi (1984-1985)
- La signora in giallo (Murder, She Wrote) - serie TV, episodio 4x03 (1987)
- La famiglia Bradford: Festa di compleanno (Eight Is Enough: A Family Reunion), regia di Harry Harris – film TV (1987)